# Bonnie Mary
Bonnie Mary er en britisk stumfilm fra 1918 af A. V. Bramble.

## Medvirkende
- Miriam Ferris som Mary Douglas
- Lionel Belcher som Rob McAllister
- Arthur M. Cullin som Andrew Douglas
- Jeff Barlow som James McAllister
- Elaine Madison som Jeannie Douglas